# Elois
Els elois són una raça fictícia creada per H. G. Wells en la seva novel·la La màquina del temps. En la visió del futur que ens hi mostra l'autor, l'any 802701 dC, la humanitat evoluciona en dues espècies separades: els elois i els morlocks.
Els elois són éssers fràgils, de baixa estatura i aparença juvenil. Viuen en la luxúria i en la despreocupació més absoluta en la superfície del planeta; mentre els morlocks viuen al subsòl, ocupant-se de la maquinària i proveint-los de menjar, roba i infraestructura. No obstant això, són criatures febles i que es veuen fàcilment impotents davant fenòmens de la naturalesa, com incendis fortuïts. A més a més, són, segons deixa endevinar la narració, la font principal de menjar per als morlocks.
Com a reflex de l'opinió sociopolítica de Wells, els elois haurien evolucionat a partir de la classe superior de la societat de l'època, mentre que els morlocks serien els descendents de la classe proletària.